# KinderGate Родительский Контроль
KinderGate Родительский Контроль — условно-бесплатное программное обеспечение для осуществления родительского контроля и ограничения детей в сети от нежелательного контента. Разработан российской компанией UserGate и предназначен для использования частными пользователями и учреждениями, желающими ограничить и детально контролировать действия детей в сети Интернет.
C 15 июня 2023 года компания UserGate прекратила продажи и оказание технической поддержки решения KinderGate «Родительский Контроль» в связи с интеграцией всех продуктов в экосистему безопасности UserGate SUMMA.

## Возможности программы
- Блокировка опасных сайтов.  Продукт использует технологию UserGate URL Filtering, основанную на оперировании базой из более чем 500 миллионов сайтов, разделенных на категории. С помощью данного функционала родители могут запрещать доступ к целым группам веб-ресурсов, связанных с наркотиками, насилием, риском заражения вирусами и т.д. Данный список пополняется ежедневно.[1]
- Глубокий анализ контента (DCI). Продукт осуществляет морфологический анализ веб-страниц на наличие определенных слов и словосочетаний. Данная технология контентной фильтрации позволяет контролировать доступ к конкретным разделам сайта, не блокируя ресурс целиком на уровне категории или домена.[2]
- Черные и белые списки. При внесении сайтов в данные наборы доступ к ним блокируется или разрешается, независимо от других настроек фильтрации.[3]
- Блокировка контекстной рекламы. KinderGate Родительский Контроль оберегает от перехода на ресурсы сомнительного содержания, используя фильтр контекстной рекламы, доступный в настройках веб-серфинга.[4]
- Контроль загрузки файлов. KinderGate Родительский Контроль позволяет контролировать скачивание определенных видов файлов (EXE, DOC, MP3, AVI и т.д.).[5]
- Безопасный поиск. позволяет средствами поисковых систем блокировать запросы сомнительного характера. Присутствует специальная «Категорию для школ», а также возможность редактировать список «плохих слов» с помощью утилиты.[6]
- Фильтрация HTTPS-трафика. KinderGate Родительский Контроль может быть настроен для обработки ресурсов по протоколу HTTPS. Продукт осуществляет замену сертификатов.[7]
- Кластеризация. KinderGate Родительский Контроль может быть установлен в кластер, образуя систему фильтрации, состоящую из нескольких узлов, но управляемую с одного компьютера. Ноды, помимо настроек, реплицируют и локальный кэш. Информация о пользователях каждой рабочей станции не распространяется на весь кластер.[8]
- Статистика. С помощью KinderGate пользователи могут просмотреть, какие сайты посещались в течение определенного периода. Статистика доступна как по категориям, так и для отдельных веб-ресурсов.[9]
- Морфологический анализ. Анализирует веб-ресурсы на предмет наличия на странице определенных слов.[7]
- Запись истории сообщений. KinderGate позволяет просматривать переписку в ICQ, Jabber, MSN, Mail.ru, YMSG и социальных сетях ВКонтакте, Одноклассники и FaceBook.
- Фильтрация рекламных баннеров. В KinderGate внедрена функция «Фильтр контекстной рекламы».
- Расширенные правила. Для более опытных пользователей в KinderGate есть возможность задавать более тонкие настройки приложения.

## Награды
- PC Magazine/RE. Лучшее ПО 2010 г.[10]
- Gold Parental Control Award (декабрь 2012 г.) от Anti-Malware.ru[11]
- Platinum Parental Control Award (апрель 2014 г.) от Anti-Malware.ru[12]